# بوفالو (آيوا)
بوفالو (بالإنجليزية: Buffalo, Iowa)‏ هي مدينة تقع في ولاية آيوا في الولايات المتحدة. تبلغ مساحة هذه المدينة 16.81 (كم²)، وترتفع عن سطح البحر 172 م، بلغ عدد سكانها 1270 نسمة في عام 2012 حسب إحصاء مكتب تعداد الولايات المتحدة.

## التركيبة السكانية
قام مكتب تعداد الولايات المتحدة بتحديد بيانات التركيبة السكانية لبوفالو في تعداد الولايات المتحدة. في ما يلي، التركيبة السكانية حسب تعدادي 2000 و2010.

### تعداد عام 2000
بلغ عدد سكان بوفالو 1,321 نسمة بحسب تعداد عام 2000، وبلغ عدد الأسر 489 أسرة وعدد العائلات 356 عائلة مقيمة في المدينة. في حين سجلت الكثافة السكانية 219.5 نسمة لكل ميل مربع (84.7/كم2). وبلغ عدد الوحدات السكنية 516 وحدة بمتوسط كثافة قدره 85.8 نسمة لكل ميل مربع (33.1/كم2).
وتوزع التركيب العرقي للمدينة بنسبة 95.91% من البيض و 0.53% من الأمريكيين الأصليين و 0.15% من الأمريكيين ذوي الأصول الآسيوية و 1.29% من الأمريكيين الأفارقة و 1.21% من عرقين مختلطين أو أكثر.
بلغ عدد الأسر 489 أسرة كانت نسبة 33.7% منها لديها أطفال تحت سن الثامنة عشر تعيش معهم، وبلغت نسبة الأزواج القاطنين مع بعضهم البعض 60.5% من أصل المجموع الكلي للأسر، ونسبة 8.4% من الأسر كان لديها معيلات من الإناث دون وجود شريك، وكانت نسبة 27.0% من غير العائلات. تألفت نسبة 23.5% من أصل جميع الأسر من أفراد ونسبة 11.0% كانوا يعيش معهم شخص وحيد يبلغ من العمر 65 عاماً فما فوق. وبلغ متوسط حجم الأسرة المعيشية 3.16، أما متوسط حجم العائلات فبلغ 2.70.
بلغ العمر الوسطي للسكان 35 عاماً. وكانت نسبة 8.0% بين الثامنة عشر والأربعة وعشرون عاماً، ونسبة 29.5% كانت واقعةً في الفئة العمرية ما بين الخامسة والعشرون حتى والأربعة وأربعون عاماً، ونسبة 22.6% كانت ما بين الخامسة والأربعون حتى الرابعة والستون، ونسبة 12.5% كانت ضمن فئة الخامسة والستون عاماً فما فوق. يوجد لكل 100 أنثى 103.9 ذكر، ويوجد لكل 100 أنثى في الثامنة عشر من عمرها فما فوق 96.7 ذكر.
بلغ متوسط دخل الأسرة في المدينة 44,250 دولار، أما متوسط دخل العائلة فبلغ 49,808 دولار. وكان متوسط دخل الذكور 37,100 دولار مقابل 21,188 دولار للإناث. وسجل دخل الفرد الخاص بالمدينة 21,957 دولار. وكانت نسبة 4.4% من العائلات ونسبة 5.9% من السكان تحت خط الفقر، وكان من هؤلاء نسبة 3.8% تحت سن الثامنة عشر ونسبة 8.6% في الخامسة والستين من العمر وما فوق.

### تعداد عام 2010
بلغ عدد سكان بوفالو 1,270 نسمة بحسب تعداد عام 2010، وبلغ عدد الأسر 499 أسرة وعدد العائلات 336 عائلة مقيمة في المدينة. في حين سجلت الكثافة السكانية 196.9 نسمة لكل ميل مربع (76.0/كم2). وبلغ عدد الوحدات السكنية 527 وحدة بمتوسط كثافة قدره 81.7 لكل ميل مربع (31.5/كم2).
وتوزع التركيب العرقي للمدينة بنسبة 97.2% من البيض و 0.1% من الأمريكيين الأصليين و 0.2% من الأمريكيين ذوي الأصول الآسيوية و 0.5% من الأمريكيين الأفارقة و 1.7% من عرقين مختلطين أو أكثر.
بلغ عدد الأسر 499 أسرة كانت نسبة 34.7% منها لديها أطفال تحت سن الثامنة عشر تعيش معهم، وبلغت نسبة الأزواج القاطنين مع بعضهم البعض 51.7% من أصل المجموع الكلي للأسر، ونسبة 10.2% من الأسر كان لديها معيلات من الإناث دون وجود شريك، بينما كانت نسبة 5.4% من الأسر لديها معيلون من الذكور دون وجود شريكة وكانت نسبة 32.7% من غير العائلات. تألفت نسبة 26.3% من أصل جميع الأسر من أفراد ونسبة 12.2% كانوا يعيش معهم شخص وحيد يبلغ من العمر 65 عاماً فما فوق. وبلغ متوسط حجم الأسرة المعيشية 3.09، أما متوسط حجم العائلات فبلغ 2.55.
بلغ العمر الوسطي للسكان 37.9 عاماً. وكانت نسبة 25.5% من القاطنين تحت سن الثامنة عشر، وكانت نسبة 7.2% بين الثامنة عشر والأربعة وعشرون عاماً، ونسبة 28.4% كانت واقعةً في الفئة العمرية ما بين الخامسة والعشرون حتى والأربعة وأربعون عاماً، ونسبة 25.7% كانت ما بين الخامسة والأربعون حتى الرابعة والستون، ونسبة 13.1% كانت ضمن فئة الخامسة والستون عاماً فما فوق. وتوزع التركيب الجنسي للسكان بنسبة 50.9% ذكور و49.1% إناث.

## وصلات خارجية
- http://www.buffaloiowa.org